# Bộ Hộ
Bộ Hộ hay Hộ bộ (chữ Hán: 戸部) là một cơ quan hành chính thời kỳ phong kiến tại một số quốc gia Đông Á như Trung Quốc, Việt Nam,... Bộ Hộ tương đương với Bộ Tài chính, Bộ Kế hoạch Đầu tư, Bộ Công Thương và Bộ Nông nghiệp ngày nay ở Việt Nam và một số nước.
Vị quan đứng đầu bộ Hộ là Hộ bộ thượng thư (thượng thư bộ Hộ hay địa quan, đại tư đồ, kê tướng, đại tư nông), tương đương với bộ trưởng các bộ trên ngày nay.

## Lịch sử
Bộ Hộ bắt nguồn từ thời kỳ nhà Tần. Trong Chu Trang có viết về chức danh "địa quan đại tư đồ". Thời kỳ nhà Hán gọi là "đại nông lệnh" hay "thượng thư dân tào". Thời kỳ Tam Quốc tại Trung Quốc, người ta đặt ra độ chi thượng thư, chức quan quản lý công việc tài chính. Nhà Tùy đổi độ chi thượng thư thành dân bộ thượng thư. Đến năm Vĩnh Huy thứ nhất (650) thời Đường Cao Tông, do kỵ húy Đường Thái Tông Lý Thế Dân nên đổi tên Dân bộ thành thành Hộ bộ, một bộ trong số 6 bộ của lục bộ, với quan đứng đầu bộ Hộ là Hộ bộ thượng thư.
Trong thời kỳ Minh - Thanh thì Hộ bộ quản lý các công việc trong phạm vi toàn quốc như đất đai, hộ tịch, sưu thuế, bổng lộc, quân lương, đồ cống nạp cùng các công việc khác có liên quan tới tài chính. Trong hộ Bộ lập ra các ti để giải quyết công vụ. Thời nhà Thanh, để quản lý công việc của bát kì có bát kì bổng hướng xứ cùng hiện thẩm xứ. Trong cơ cấu của bộ Hộ bao gồm các cơ quan như: quản lý việc đúc tiền có tiền pháp đường cùng bảo tuyền cục; quản lý kho tàng có hộ bộ tam khố; quản lý tích trữ lương thực và vận tải có thương tràng nha môn. Năm Quang Tự thứ 32 (1906), nhà Thanh tuyên bố "phỏng hành hiến chánh", đổi Hộ bộ thành Độ chi bộ, phế bỏ Hộ bộ.

## Các thời kỳ

### Nhà Đường
Thời Đường, quan đứng đầu bộ Hộ là thượng thư với hàm chánh tam phẩm, dưới là 2 thị lang hàm chánh tứ phẩm hạ, quản lý việc đất đai, dân số, tiền, lương thực, sưu thuế, cống nạp. Bộ Hộ chia ra làm 4 ti:
- Hộ bộ ti: Tuần quan 2 người, chủ sự 4 người. Quản lý hộ khẩu, ruộng đất, phú dịch, cống hiến, quyên miễn, các vấn đề liên quan tới hôn nhân và thừa kế.
- Độ chi ti: Chủ sự 2 người. Quản lý thuế ruộng
- Kim bộ ti: Chủ sự 3 người. Quản lý xuất-nhập kho tàng
- Thương bộ ti: Chủ sự 3 người. Quản lý tô thuế, xuất nhập quân lương.

Đến năm Long Sóc thứ 3 (663) Đường Cao Tông cho đổi hộ bộ ti thành ti nguyên, độ chi ti thành ti độ, kim bộ ti thành ti trân, thương bộ ti thành ti dữu. Đến năm Quang Trạch thứ nhất (684) Đường Duệ Tông cho đổi bộ Hộ thành địa quan. Đến năm Thiên Bảo 11 (752) Đường Huyền Tông đổi kim bộ ti thành ti kim, thương bộ ti thành ti trữ. Thành phần quan chức của hộ Bộ như sau:
- Hộ bộ ti: hộ bộ lệnh sử 17 người, thư lệnh sử 34 người, kê sử 1 người, đình trưởng 6 người, chưởng cố 10 người[2].
- Độ chi ti: đạc chi lệnh sử 16 người, thư lệnh sử 33 người, kê sử 1 người, chưởng cố 4 người[2].
- Kim bộ ti: kim bộ chủ sự 3 người, lệnh sử 10 người, thư lệnh sử 21 người, kê sử 1 người, chưởng cố 4 người[2].
- Thương bộ ti: thương bộ lệnh sử 12 người, thư lệnh sử 23 người, kê sử 1 người, chưởng cố 4 người[2].

### Mông Nguyên
Thời kỳ đầu, quản lý bộ Hộ có: thượng thư 3 người hàm chánh tam phẩm, thị lang 2 người hàm chánh tứ phẩm, lang trung 2 người hàm tòng ngũ phẩm, viên ngoại lang 3 người hàm tòng lục phẩm. Năm Trung Thống thứ nhất (1260) thời Nguyên Thế Tổ lấy Lại cùng Hộ và Lễ làm tả tam bộ với thượng thư 2 người, thị lang 2 người, lang trung 4 người, viên ngoại lang 6 người. Năm Chí Nguyên thứ nhất (1271) tách bộ Hộ ra với thượng thư 3 người, thị lang 4 người, lang trung 4 người, viên ngoại lang 3 người. Năm 1273 phục hồi tả tam bộ. Năm 1275, tách bộ Hộ ra với thượng thư, thị lang, lang trung mỗi chức 1 người, viên ngoại lang 2 người. Năm 1277, lập ra thượng thư lục bộ, với thượng thư, thị lang, lang trung, viên ngoại lang đều 2 người. Năm 1283, tăng thượng thư thêm 1. Năm 1289, tăng lang trung và viên ngoại lang thành 4 người mỗi chức. Năm 1293, mỗi chức chỉ có hai người. Năm Đại đức thứ 5 (1301) thời Nguyên Thành Tông, thượng thư và viên ngoại lang 1 người, các thiết 3 người, chủ sự 8 người, Mông Cổ tất đồ xích 7 người, lệnh sử 61 người, Hồi Hồi lệnh sử 6 người, khiếp lý mã xích 1 người, tri ấn 2 người, tấu sai 32 người, Mông Cổ thư tả 1 người, điển lại 22 người, ti kế quan 4 người.

### Nhà Minh
Thời Minh, bộ Hộ gồm có 4 ti bộ:
- Tổng bộ ti, quản lý hộ khẩu, điền thổ, cống, thuế;
- Độ chi bộ ti, quản lý thi khảo, ban thưởng;
- Kim bộ ti, quản lý chợ búa, hàng hóa, kho tàng, chè muối;
- Thương bộ ti, quản lý vận tải, tích trữ quân lương.